# Esquadrão N.º 78 da RAAF
O Esquadrão N.º 78 foi um esquadrão de aviões de caça da Real Força Aérea Australiana (RAAF) durante a Segunda Guerra Mundial. Foi formado em julho de 1943 como parte da expansão da força de combate da RAAF, e fez parte de várias formações móveis de combate durante a guerra. O esquadrão foi reduzido a um cadre após retornar para a Austrália no final da guerra, mas recebeu treinamento e aviões novos em 1946 até abril de 1948, quando o esquadrão foi dissolvido.